# Léon Glovacki
Léon Glovacki, né le 19 février 1928 à Carvin (Pas-de-Calais) et mort le 9 septembre 2009 à Genève, est un footballeur international français d'origine polonaise, ayant joué au poste d'attaquant au Stade de Reims, notamment aux côtés de Raymond Kopa. Comptant 11 sélections avec l'équipe de France, il a été notamment sélectionné pour participer à la Coupe du monde 1954 en Suisse.

## Biographie
Né à Carvin en 1928, ses parents sont des immigrés polonais. Il grandit dans la cité Cornuault d'Évin-Malmaison. À l'âge de quatorze ans, il est apprenti ajusteur à Hénin-Liétard. Il signe sa première licence à Évin-Malmaison où évoluent Stanislas Golinski, Félix Witkowski, Jean Marjewski, Cérek. À dix-huit ans il devient ouvrier ajusteur et travaille dans une raffinerie à Thumeries et joue dans l'équipe de l'entreprise. Il est recruté par Douai, qui dispose alors d'une équipe professionnelle. Il évolue ensuite à Troyes. 
En 1952, il signe à Reims où il forme le trio d'attaque avec Raymond Kopa et Abraham Appel. Il fait ses débuts en sélection en 1953 à l'occasion du match Luxembourg-France (victoire 6-1). En 1954, il est retenu pour la Coupe du monde en Suisse et joue contre la Yougoslavie. Manquant de réussite au cours de ce match il n'est pas aligné pour la match suivant contre le Mexique. En 1955, il participe à la victoire de la France contre l'Espagne à Madrid. En 1956, il est finaliste de la toute première C1 et termine deuxième meilleur buteur de la compétition. 
Il part ensuite pour Monaco (1957-1959) puis pour Saint-Étienne. De retour à Reims, Kopa insiste auprès des dirigeants pour l'avoir comme coéquipier. Glovacki revient donc à Reims avec lequel il gagne son 3e championnat de France.
Léon Glowacki est ensuite entraîneur à Dijon, Avignon et Annecy.

## Clubs

### Joueur Pro
- 1947 - 1949 : SC Douai
- 1949 - 1952 : AS Troyes-Savinienne
- 1952 - 1957 : Stade de Reims
- 1957 - 1959 : AS Monaco
- 1959 - 1960 : AS Saint-Étienne
- 1960 - 1962 : Stade de Reims

### Entraîneur
- 1965-1967 : CL Dijon
- 1967-1968 : Olympique avignonnais
- 1968-1969 : FC Annecy

## Palmarès

### En sélection nationale
- 11 sélections en équipe de France A de 1953 à 1955, pour 3 buts marqués[4]
- Participation à la Coupe du monde 1954

### En club
- Finaliste de la Coupe d'Europe des clubs champions en 1956 avec le Stade de Reims
- Vainqueur de la Coupe Latine en 1953 avec le Stade de Reims
- Finaliste de la Coupe Latine en 1955 avec le Stade de Reims
- Champion de France en 1953, 1955 et 1962 avec le Stade de Reims
- Finaliste de la Coupe de France en 1960 avec l'AS Saint-Étienne
- Vainqueur du Trophée des champions en 1955 avec le Stade de Reims

## Statistiques
- 267 matchs de Division 1 en 10 saisons, pour 84 buts marqués
- 8 matchs et 6 buts en Coupe d'Europe des clubs champions